# Longitarsus
Longitarsus är ett släkte av skalbaggar som beskrevs av Pierre André Latreille 1829. Longitarsus ingår i familjen bladbaggar.

## Bildgalleri

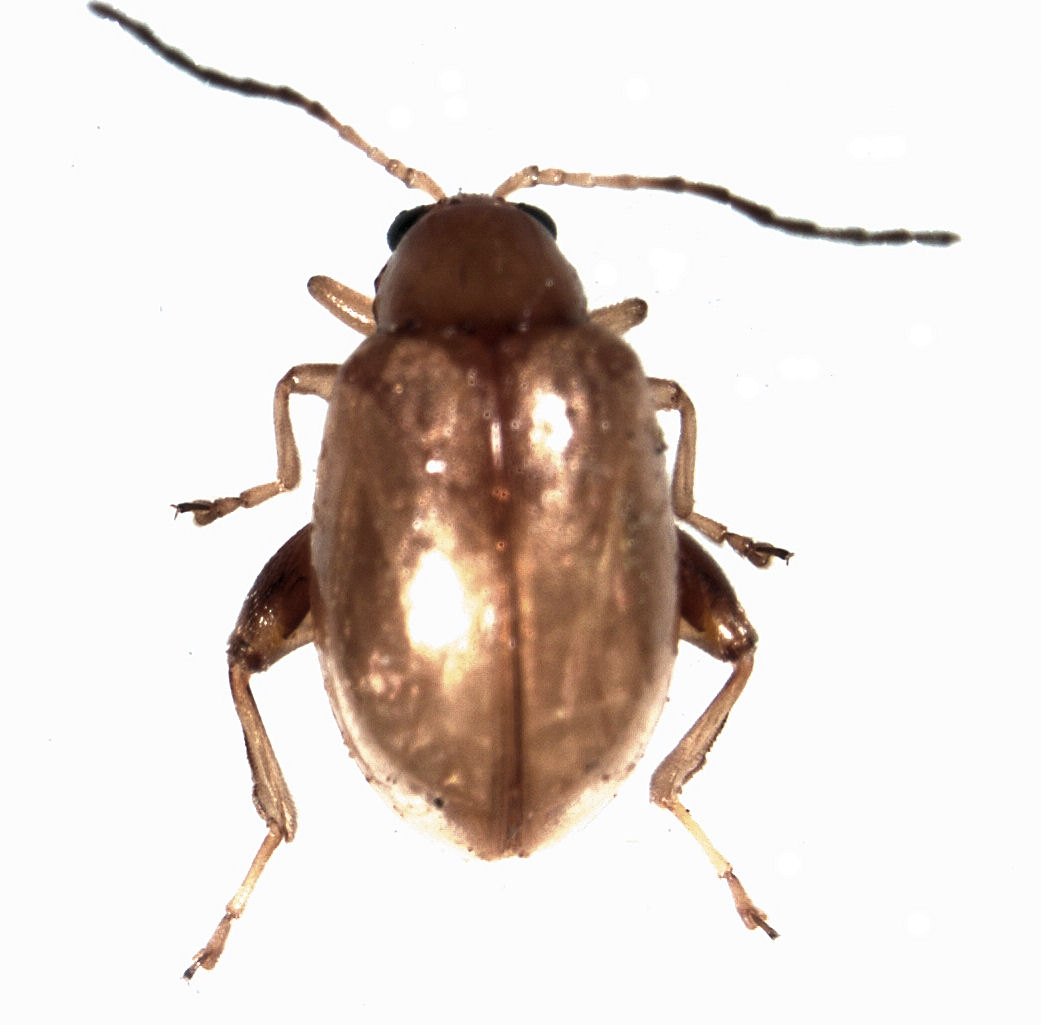

## Dottertaxa tillLongitarsus, i alfabetisk ordning[1][2]
- Longitarsus absynthii
- Longitarsus acutipennis
- Longitarsus aeneicollis
- Longitarsus aeneolus
- Longitarsus aeruginosus
- Longitarsus alternatus
- Longitarsus anchusae
- Longitarsus apicalis
- Longitarsus arenaceus
- Longitarsus atricillus
- Longitarsus ballotae
- Longitarsus bicolor
- Longitarsus brunneus
- Longitarsus californicus
- Longitarsus cotulus
- Longitarsus curtus
- Longitarsus echii
- Longitarsus erro
- Longitarsus exsoletus
- Longitarsus ferrugineus
- Longitarsus flavicornis
- Longitarsus fulgens
- Longitarsus fuscicornis
- Longitarsus fuscoaeneus
- Longitarsus ganglbaueri
- Longitarsus gracilis
- Longitarsus helvolus
- Longitarsus holsaticus
- Longitarsus huberi
- Longitarsus impuncticollis
- Longitarsus insolens
- Longitarsus jacobaeae
- Longitarsus kutscherai
- Longitarsus lewisii
- Longitarsus livens
- Longitarsus longipennis
- Longitarsus longiseta
- Longitarsus luridus
- Longitarsus lycopi
- Longitarsus mancus
- Longitarsus medvedevi
- Longitarsus melanocephalus
- Longitarsus melanurus
- Longitarsus membranaceus
- Longitarsus minusculus
- Longitarsus misellus
- Longitarsus monticola
- Longitarsus montivagus
- Longitarsus nanus
- Longitarsus nasturtii
- Longitarsus niger
- Longitarsus nigerrimus
- Longitarsus nigrocephalus
- Longitarsus nigrofasciatus
- Longitarsus nitidellus
- Longitarsus noricus
- Longitarsus obliteratus
- Longitarsus occidentalis
- Longitarsus ochroleucus
- Longitarsus oregonensis
- Longitarsus pallescens
- Longitarsus parvulus
- Longitarsus pellucidus
- Longitarsus perforatus
- Longitarsus plantagomaritimus
- Longitarsus postremus
- Longitarsus pratensis
- Longitarsus pulmonariae
- Longitarsus pygmaeus
- Longitarsus quadriguttatus
- Longitarsus reichei
- Longitarsus repandus
- Longitarsus rubiginosus
- Longitarsus rufescens
- Longitarsus saltatus
- Longitarsus solidaginis
- Longitarsus subcylindricus
- Longitarsus subrufus
- Longitarsus substriatus
- Longitarsus succineus
- Longitarsus suspectus
- Longitarsus suturellus
- Longitarsus symphyti
- Longitarsus tabidus
- Longitarsus tenuicornis
- Longitarsus testaceus
- Longitarsus traductus
- Longitarsus tristis
- Longitarsus turbatus
- Longitarsus vanus
- Longitarsus varicornis